# Martín Lousteau
Martín Lousteau (Buenos Aires, 8 de diciembre de 1970) es un economista y político argentino, perteneciente a la Unión Cívica Radical. Es presidente del Comité Nacional de dicho partido desde diciembre de 2023. Se desempeña como senador nacional por la Ciudad Autónoma de Buenos Aires.
Se desempeñó como funcionario bonaerense durante el gobierno de Felipe Solá, siendo ministro de Producción y posteriormente Presidente del Banco de la Provincia de Buenos Aires. Luego sería nombrado ministro de Economía de Argentina, desde el 10 de diciembre de 2007 hasta el 24 de abril de 2008 durante la presidencia de Cristina Fernández de Kirchner.
Obtuvo su primer cargo electivo como diputado Nacional por el Frente Amplio UNEN en las elecciones legislativas de Argentina de 2013. En 2015 fue candidato a Jefe de Gobierno de la Ciudad de Buenos Aires por el frente electoral ECO. Durante el primer año del gobierno del presidente Mauricio Macri fue designado embajador en los Estados Unidos. Posteriormente fue elegido nuevamente Diputado Nacional por la Ciudad Autónoma de Buenos Aires, por el frente Evolución en las elecciones legislativas de Argentina de 2017. En 2019, se sumó a la coalición Juntos por el Cambio y fue elegido en las elecciones generales del 27 de octubre como senador nacional por la Ciudad Autónoma de Buenos Aires.
En al aspecto ideológico, se ha autodenominado un «socialdemócrata moderno».

## Comienzos
Es hijo del exfuncionario de la última dictadura militar argentina, Guillermo Lousteau Heguy y de la arquitecta Mabel Gellón. Egresado en el año 1989 del Colegio Nacional de Buenos Aires, se licenció en Economía en la Universidad de San Andrés, "Master of Science in Economics" en la London School of Economics and Political Science y candidato a Philosophiæ doctor en la University College London. Para sustentar sus estudios, fue profesor de tenis en un club de Palermo y enviado especial a Pakistán tras el 11-S para la revista "El planeta urbano" y el diario La Razón.

## Vida Política

### Funcionario provincial
Martín Lousteau tuvo su primer paso por la función pública en el año 1997 cuando consiguió un contrato en el Ministerio de Economía, durante la gestión de Roque Fernández, para trabajar en temas sociales y relacionados con la pobreza. Trabajó desde 1997 en la consultora APL, de Pedro Lacoste y Alfonso Prat Gay. También se desempeñó como coordinador del área de economía del Grupo Unidos del Sud, una organización no gubernamental con profesionales de varias ramas, dirigida por Francisco de Narváez.
Entre los años 2003 y 2004 fue asesor de Alfonso Prat Gay cuando este desempeñaba la presidencia del Banco Central de la República Argentina. En julio del 2004 ingresó, como jefe de Gabinete, en el Ministerio de Producción provincial conducido por Gustavo Lopetegui hasta agosto del 2005 cuando fue nombrado por el gobernador Felipe Solá como ministro de Producción, manteniendo dicho cargo hasta diciembre de ese año cuando fue designado como presidente del Banco de la Provincia de Buenos Aires y del Grupo BAPRO, hasta el 10 de diciembre de 2007.

### Ministro de Economía
Lousteau fue nombrado Ministro de Economía de Argentina el 10 de diciembre de 2007, al iniciarse el mandato de la presidenta Cristina Fernández de Kirchner. Siendo el ministro de Economía más joven de la historia argentina con 37 años de edad al asumir el cargo.

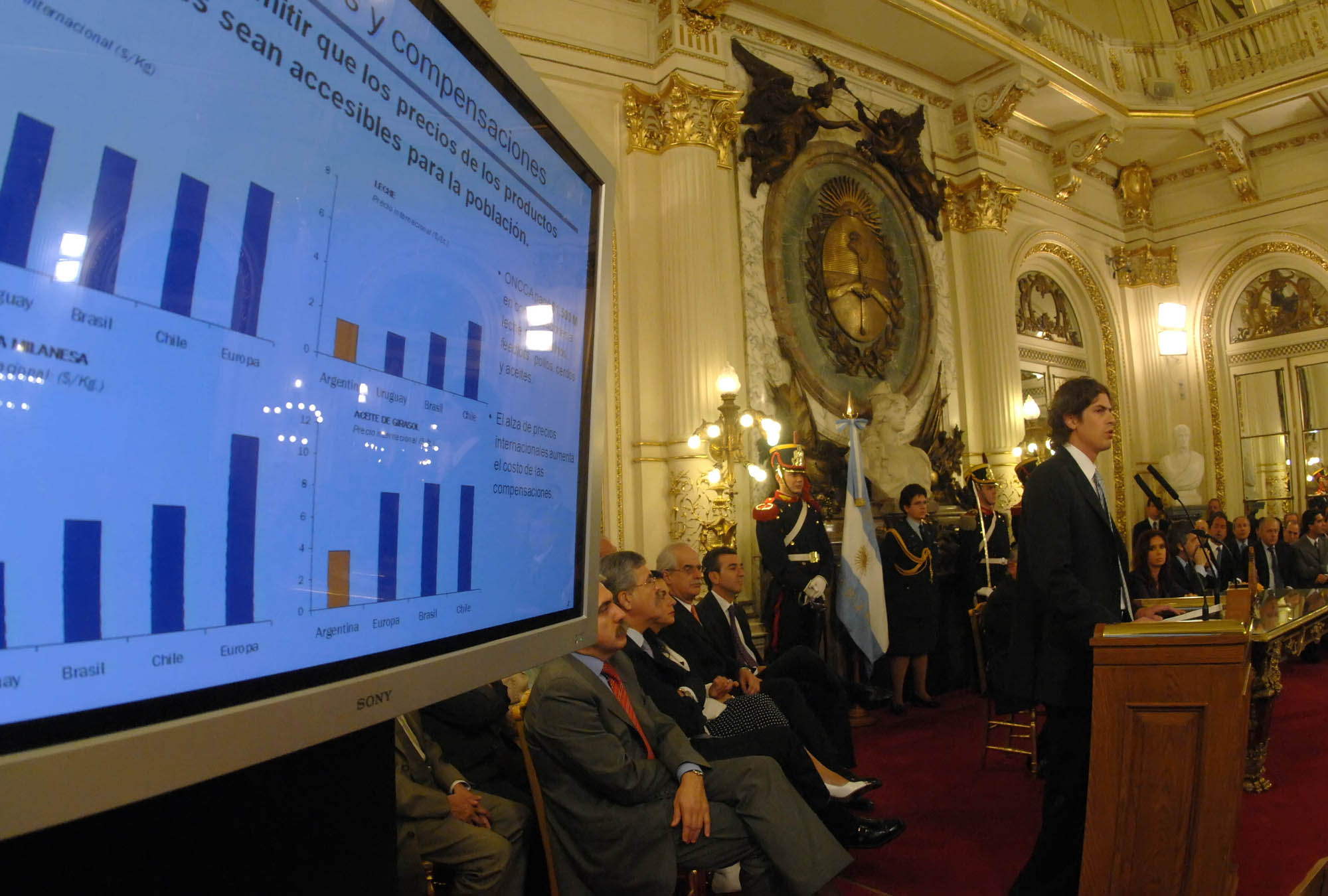
El ministro de Economía, Martín Lousteau, anunciando la serie de medidas dirigidas al sector agropecuario en el Salón Blanco de la Casa Rosada.

El 11 de marzo de 2008, Lousteau firmó la Resolución 125/2008, estableciendo un nuevo sistema de retenciones móviles a la exportación, sujetando su aumento o disminución a la evolución de los precios internacionales de los productos. Simultáneamente, se incrementó la tasa de retención sobre la soja y el girasol, reduciéndose levemente las correspondientes al maíz y al trigo. Adicionalmente se anunciaron incentivos para la industria lechera y una mesa de negociación para el sector de la carne bovina. La medida se relacionó directamente con los altos precios alcanzados por la soja en los mercados internacionales a partir de febrero de 2008, y la inminencia de su cosecha, a partir del mes de abril. Esto desencadenó desencadenó el conflicto con las organizaciones patronales agropecuarias.
El 31 de marzo, el ministro anunció que se reintegraría el monto de aumento en las retenciones a los pequeños productores de soja —en total unos 61.300 chacareros propietarios de campos menores a 200 hectáreas—, se establecerían subsidios para aquellos que se encuentren más lejos de los puertos, como así también la reapertura de las exportaciones de trigo. Los anuncios fueron rechazados por las patronales del campo, las cuales sostuvieron la continuidad de las medidas de fuerza hasta el 2 de abril. En medio del conflicto fue denunciado en la Justicia Federal por la controvertida medida por el abogado Denis Pitté Fletcher, quien expresó que el ministro "podría ir preso hasta dos años por abuso de autoridad e incumplimiento de los deberes de funcionario público”.

#### Renuncia
El jueves 24 de abril de 2008, en medio del lock-out agropecuario, Cristina Fernández de Kirchner aceptó la renuncia del entonces Ministro de Economía.
Entre los motivos de la renuncia de Lousteau, se mencionaron las "diferencias" que había en cuanto a la "implementación de la política económica" y las "peleas públicas" de Lousteau con el secretario de comercio, Guillermo Moreno, en relación con el campo. [cita requerida]
Fue reemplazado por el contador Carlos Rafael Fernández, un técnico económico de baja exposición mediática.

#### Opiniones tras su renuncia
En un informe denominado "Medidas Antiinflacionarias" que el mismo ministro habría presentado pocas horas antes de su renuncia a la presidenta Cristina Fernández de Kirchner y que luego hizo circular ampliamente, señaló las que a su entender eran las principales causas de la escalada inflacionaria de alimentos y artículos de primera necesidad:
- La falta de control de la Secretaría de Comercio Interior sobre los altos márgenes de rentabilidad de los supermercados.
- La expansión de la economía debido al gasto público realizado por el Ministerio de Planificación
- La concentración y abuso de mercado en el sector de insumos básicos, donde existían conductas monopólicas.
- La crisis de credibilidad del Instituto Nacional de Estadísticas y Censos (INDEC), al no existir una pauta objetiva el mercado ajusta los precios subjetivamente. Por esto creía necesario terminar la intervención en el INDEC y formar un equipo idóneo.

A fines de julio de 2008, Lousteau brindó una entrevista al Diario Clarín, donde elogió al Jefe de Gabinete Sergio Massa, defendió el esquema de retenciones móviles a la exportación de granos planteado en la Resolución 125/2008 —que desencadenó el Paro patronal agropecuario—, aunque admitió errores técnicos en el mismo.
También manifestó su apoyo a la presidenta Cristina Fernández de Kirchner, pero cuestionó su estilo de gobierno. Criticó en duros términos al Secretario de Comercio Interior, Guillermo Moreno: "Es de una ineficacia implacable", afirmó.
Sobre la inflación, el exministro opinó:

"Empezar por reconocer que es un problema grave. Mal que le pese a [Guillermo] Moreno, el tema se resuelve con política fiscal y monetaria. Pero hay que empezar ya, porque los resultados de este tipo de estrategia se ven a los 18 meses."
Martín Lousteau

### Diputado de la Nación (2013-2015)

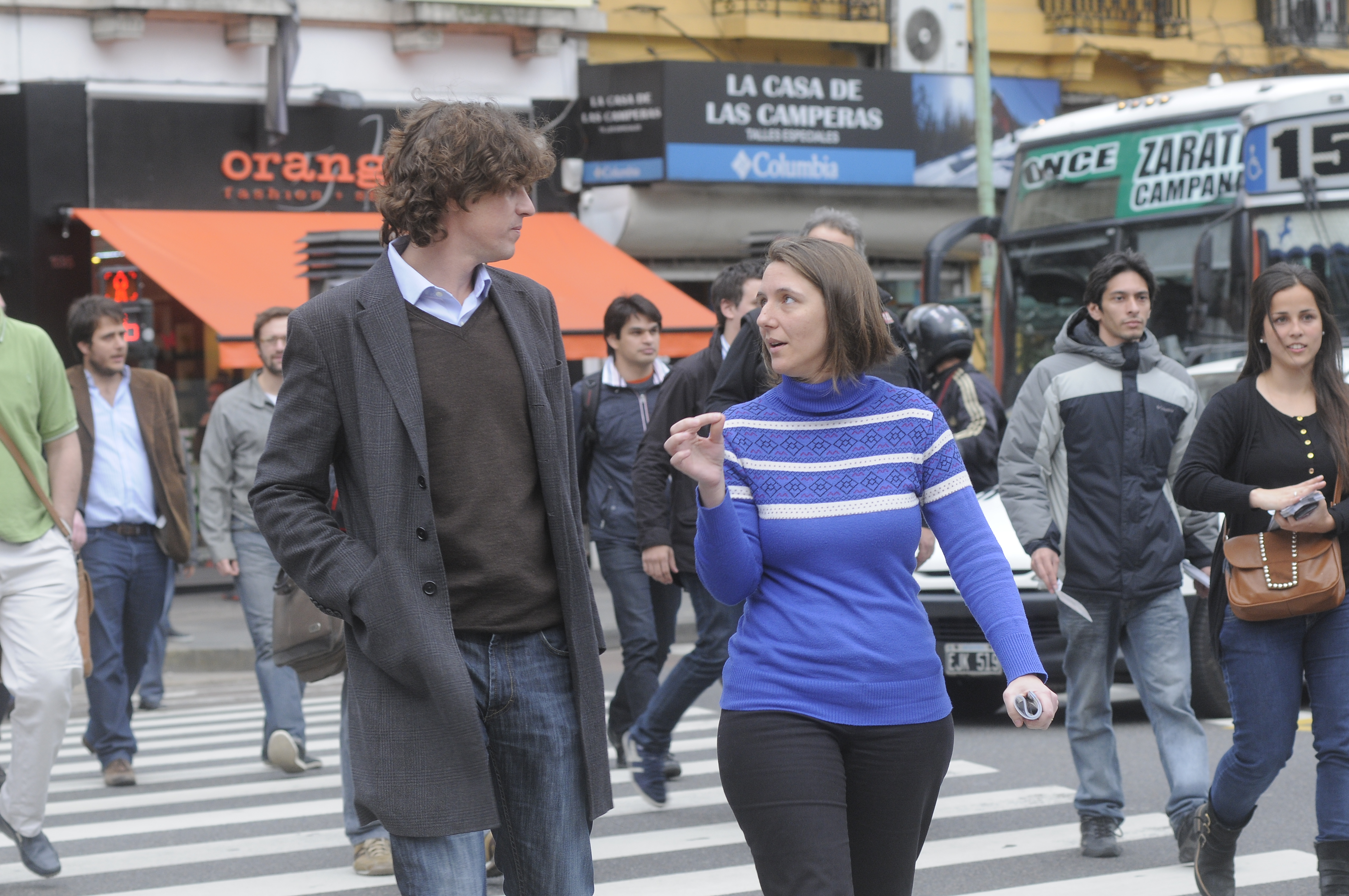
Martín Lousteau y María Fernanda Reyes durante la campaña electoral de UNEN en 2013.

En las elecciones primarias de 2013 Lousteau formó parte del frente político UNEN en la Ciudad de Buenos Aires, lanzando su precandidatura a diputado nacional junto al candidato a senador, el radical Rodolfo Terragno, en la ciudad de Buenos Aires.
El frente compuesto por los partidos Coalición Cívica ARI, Proyecto Sur, Unión Cívica Radical, Partido Socialista (Argentina), Partido Socialista Auténtico y Generación para un Encuentro Nacional compitió en internas abierta, además de la lista compuesta por Terragno - Lousteau compitieron Elisa Carrió, Fernanda Reyes y Fernando "Pino" Solanas, y la lista compuesta por Alfonso Prat-Gay, Victoria Donda y Ricardo Gil Lavedra.
La lista de Terragno - Lousteau llamada "Suma +" resultó segunda en cantidad de votos dentro de UNEN que irá a las Elecciones legislativas de Argentina de 2013 con las candidaturas de Solanas - Reyes al senado y Carrió - Lousteau para diputados nacionales por la Ciudad de Buenos Aires.
En las Elecciones legislativas de Argentina de 2013 el frente UNEN quedó en segundo lugar en la Capital Federal, por detrás del PRO logrando un 32,21% de los votos e ingresando 5 diputados nacionales al Congreso de la Nación. Ingresaron los diputados Lousteau, Elisa Carrió, Fernando Sánchez, Alcira Argumedo y Carla Carrizo con mandato hasta 2017.
Tras la victoria electoral, Lousteau y Carla Carrizo conformaron el bloque Suma+ en el Congreso de la Nación y un interbloque UNEN junto a los diputados del bloque de la Coalición Cívica ARI y Proyecto Sur.[cita requerida]

### Candidato a jefe de Gobierno de Buenos Aires

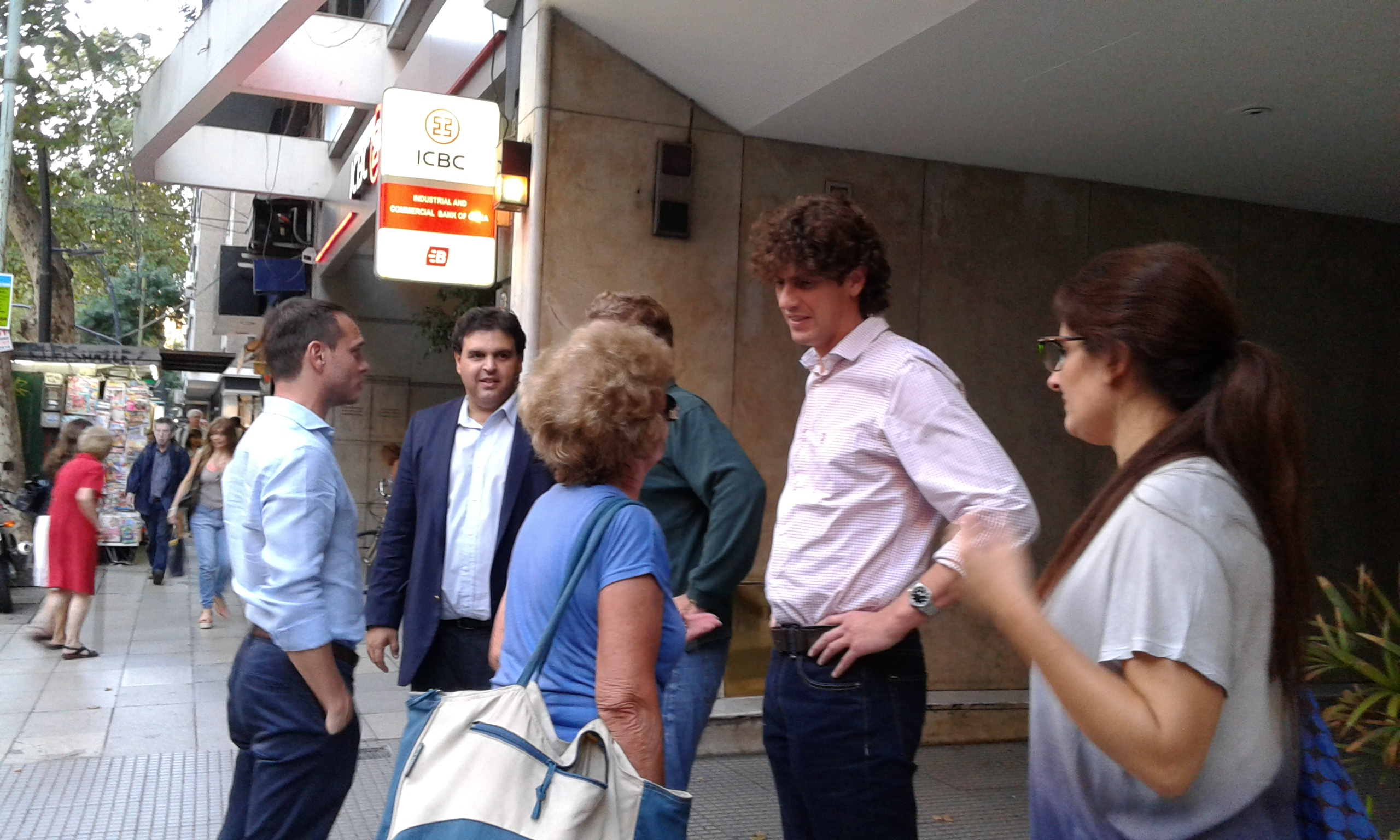
El diputado Martín Lousteau, y Fernando Sánchez hablando con vecinos en el barrio porteño de Palermo.

El 17 de diciembre de 2014, se lanza la candidatura de Lousteau-Sánchez-Cortina por el frente UNEN que participará de las primeras primarias abiertas y obligatorias para cargos de la Ciudad Autónoma de Buenos Aires que tendrían lugar el 26 de abril de 2015. Unos meses después, el senador Fernando Solanas y el partido político Libres del Sur encabezado por la diputada Victoria Donda se separan del Frente.
El diputado Lousteau junto a los partidos Coalición Cívica ARI, Partido Socialista Auténtico, Partido Socialista, Unión Cívica Radical y Confianza Pública conformaron el frente electoral ECO. El 25 de febrero, el diputado Lousteau y la legisladora Graciela Ocaña anunciaron que competirán por el frente electoral ECO en las primarias abiertas simultáneas y obligatorias para jefe de gobierno. En la lista del diputado la precandidatura a Vicejefe de Gobierno la ocupa Fernando Sánchez de la Coalición Cívica y la primera candidatura a legislador el socialista Roy Cortina.
Finalmente, ganó las internas dentro de ECO dentro de las PASO, siendo la segunda fuerza detrás del PRO con mayor cantidad de votos. Ocaña y Borthagaray, los competidores dentro de ECO, dijeron que trabajarán junto a sus equipos técnicos en el proyecto de Lousteau. 
Losteau salió segundo en las elecciones generales para Jefe de Gobierno Porteño y también en el balotaje ante Horacio Rodríguez Larreta.

### Embajador en los Estados Unidos
El 2 de diciembre de 2015, Martín Lousteau fue designado como Embajador en los Estados Unidos por el presidente electo Mauricio Macri. En enero de 2016, el gobierno estadounidense le dio el plácet de estilo y Lousteau se trasladó a Washington. Allí recibió a la prensa argentina e indicó los principales lineamientos de colaboración entre Argentina y Estados Unidos.
Renunció al cargo el 3 de abril de 2017.

### Diputado de la Nación (2017-2019)
Después de renunciar como Embajador, Martín Lousteau decidió lanzar su candidatura a Diputado Nacional por el frente Evolución conformada por la Unión Cívica Radical y el Partido Socialista. En un comienzo Lousteau quería competir en una interna dentro de Cambiemos pero el PRO y la Coalición Cívica ARI se lo negaron. En las Elecciones legislativas de Argentina de 2017 en la Ciudad de Buenos Aires el frente Evolución salió en tercer lugar con el 12,43 % siendo electos Lousteau y Carla Carrizo.
En su actividad como diputado Nacional se caracterizó su postura a favor del Proyecto de Ley de Interrupción Voluntaria del Embarazo, donde junto con su esposa, la actriz Carla Peterson militaron activamente a favor de la despenalización. Así como la promoción de proyectos vinculados a la distribución de la riqueza, el ambiente y el empoderamiento del género femenino. Su anclaje radical y progresista, lo llevó a mantener reuniones con parte del arco de centro izquierda de la Argentina, como las reuniones mantenidas con Ricardo Alfonsín, Margarita Stolbizer y Miguel Lifschitz a los fines de conformar una nueva alianza electoral progresista.
Desde que retomó su actividad legislativa y a raíz de su fuerte cercanía y el apoyo del brazo estudiantil de la Unión Cívica Radical, la Franja Morada y la Juventud Radical, viene recorriendo diferentes universidades disertando sobre el contexto económico nacional e internacional.[cita requerida]
En las Elecciones legislativas de Argentina de 2019 se presentó como candidato a Senador Nacional por la Ciudad Autónoma de Buenos Aires la cual ganó. El 27 de noviembre del mismo año juró aquel cargo y entró en funciones a partir del 10 de diciembre.

### Senador nacional
El 10 de diciembre de 2019 Lousteau entró en funciones como senador nacional y el día 20 fue elegido vicepresidente de la Cámara de Senadores.
El bloque UCR-Evolución que responde políticamente a Martín Lousteau en la Legislatura de la Ciudad Autónoma de Buenos Aires está integrado por Inés Gorbea, Martín Ocampo, Manuela Thourte; Patricia Vischi; Marcelo Guouman; y Diego Weck,  y tienen como referentes políticos a Daniel Angelici y a Emiliano Yacobitti, el 7 de octubre de 2020 votaron a favor para que el predio de Costanera Norte en lugar de ser un espacio público 100% verde, en una ciudad deficitaria en espacios verdes como Buenos Aires, decidieron aprobar el proyecto para la construcción de barrios e edificios de lujo con corredores verdes que pertenecen a esos edificios y/o le brindan un revalúo mayor, privando a los vecinos de la ciudad de contar con un lugar público y accesible al río para todos. Este proyecto tiene previsto una relación 30%-35% cemento (edificios de lujo) y 70%-65% espacio verde gran parte compuesto por calles o de acceso exclusivo para los moradores de este lujoso emprendimiento inmobiliario que también contará con puerto, amarras para yates, etc.
El Senador Lousteau defendió la construcción de este barrio de lujo en un espacio verde de la ciudad, en una nota radial  argumentando que en su adolescencia iba al centro de deportes de su colegio, en Puerto Madero, cuando era un lugar inseguro y ahora es un lugar sumamente seguro custodiado por la Prefectura, fruto de la urbanización que realizó el expresidente Carlos Menem en ese lugar. En el barrio de Puerto Madero el metro cuadrado llega a cotizar por encima de los U$S 6500, bastante lejos del alcance del bolsillo del ciudadano medio de la ciudad, está poblado por la clase más rica de la ciudad y cuenta con oficinas de lujo orientadas a las empresas multinacionales, un acceso más cómodo gracias a la última gran obra de magnitud que realizó el jefe de gobierno de la ciudad Horacio Rodríguez Larreta, llamada Paseo del Bajo que redujo la polución y mejoró aún más este barrio donde viven las 7000 personas más ricas de la ciudad (según el censo 2010).
El gobierno de la Ciudad Autónoma de Buenos Aires reflotó un proyecto para levantar torres de lujo en el predio perteneciente a IRSA Inversiones y Representaciones SA de la familia de Eduardo Elzstain. La gestión del Gobierno de la Ciudad de Buenos Aires pudo avanzar en este proyecto gracias a la luz verde que le otorga la Legislatura en donde el oficialismo cuenta con mayoría absoluta posibilitado por los legisladores que responden a Martin Lousteau (UCR), desde dicho organismo se continúan autorizando los emprendimientos de oficinas y viviendas de lujo impulsados por el poder ejecutivo de la ciudad y se resigna a la posibilidad de contar con espacios verdes tan necesarios para reducir el déficit que cuenta la ciudad en esta materia.

### Elecciones de 2023
Martín Lousteau se postuló como candidato a Jefe de Gobierno de la Ciudad de Buenos Aires en las elecciones de 2023, con el apoyo del en ese entonces jefe de gobierno porteño, Horacio Rodríguez Larreta, quien ya no podía presentarse para reelección. Su principal contendiente fue Jorge Macri, respaldado por su primo, el expresidente Mauricio Macri. En las elecciones primarias, Lousteau fue vencido por Jorge Macri por 48,65% a 51,35%.

### Aumento de sueldo
El 18 de abril de 2024, fue protagonista del aumento de los sueldos de los senadores nacionales mediante una votación a mano alzada que alcanzó el quorum necesario siendo Lousteau uno de los senadores que votó a favor del aumento. En este polémico suceso, en un video difundido puertas adentro del Senado de la Nación Argentina, se observa a Lousteau levantando la mano en la votación de manera "tímida" a fin de evitar polémicas al respecto, aunque se generaron de todas maneras posteriormente. Al día siguiente, defendió el aumento a los senadores comparando sus sueldos con los del vocero presidencial Manuel Adorni, los cajeros de bancos y los tuiteros oficiales. Ese mismo día, La Libertad Avanza y el PRO anunciaron que presentarán proyectos para retrotraer el aumento.

### Renovación en la UCR
En el mes de marzo de 2021, el radicalismo tuvo elecciones internas En Córdoba donde Lousteau apoyo a la lista de SUMAR que llevaba como candidato a presidente del Comité Provincial a Rodrigo de Loredo quien logró según los datos de Sumar el 48,5%. En la provincia de Buenos Aires donde el candidato de Lousteau era Gustavo Posse logró también el 48% de los votos y en la Ciudad de Buenos Aires logró una victoria con el 49% contra el 41% del sector de Daniel Angelici.Estas internas potenciaron la imagen de Martin Lousteau como la imagen de renovación dentro del radicalismo, ya que hacía años que no había internas dentro de la UCR.
Siendo Senador Nacional, durante una entrevista en radio Mitre analizó y habló extensamente sobre el pensamiento y el gobierno de Cristina Fernández de Kirchner cuando fue parte ocupando el Ministerio de Economía, mencionó que la mandataria le dijo que "no lo conocía", a pesar de haberlo nombrado en ese importante cargo. En la conversación radial también aseguró que vio gente "víctima del terrorismo de Estado" tenerle miedo a la ex presidenta.  El economista, legislador por la UCR, en otra entrevista volvió a referirse al terrorismo de Estado cuando dijo que los 94.000 muertos producto del covid son "más de cien veces, ciento cincuenta veces los muertos en Malvinas", a lo que el entrevistador agregó "son 144 Guerras de Malvinas, 267 bombardeos de la Plaza de Mayo, 482 veces la tragedia de Cromañon..." el Senador por la Ciudad de Buenos Aires continuó "además son décadas de muertos por accidentes de tránsito o por inseguridad..." y después de que el cronista dijiera en referencia a las muertes "luego se conocerá el real", Martín, resaltando sus conocimientos sobre la materia, dijo también "Son tres veces las víctimas de terrorismo de Estado en la Argentina". Posteriormente imaginó que diría y que hubiera hecho Angela Merkel en esta situación, se desconoce si Lousteau tuvo últimamente alguna entrevista con la mandataria alemana en donde abordaran el tema.

## Vida personal
En enero del 2008 falleció su madre luego de un accidente doméstico. Desde el año 2011 está casado con la actriz Carla Peterson y tienen un hijo de nombre Gaspar.

## Libros escritos
- Martín Lousteau y Javier González Fraga. Sin atajos. Temas Grupo Editorial 2005. ISBN 9509445126.
- Martín Lousteau. Hacia un federalismo solidario. Temas Grupo Editorial 2003. ISBN 987916489X.
- Martín Lousteau. Economía 3D: una nueva dimensión para tus preguntas de siempre. Sudamericana 2011. ISBN 9789500733694.
- Martín Lousteau y Sebatían Campanario. Otra vuelta a la economía. Sudamericana 2012. ISBN 9789500740722.
- Martín Lousteau. Debajo del agua. Sudamericana 2019. ISBN 9789500762717.

## Premios y distinciones
- Yale World Fellow (2012), Yale University.
- Young Global Leader (2008), World Economic Forum.
- Faja de Honor para el libro Sin Atajos, Academia Nacional de Ciencias de la Empresa (2006).[cita requerida]
- Chevening Scholar; The British Council (1993).
- Joven Sobresaliente; Fundación de la Bolsa de Comercio de Buenos Aires (1992).
- Beca al mejor desempeño académico; Universidad de San Andrés (1991).